# Эксетер (аэропорт)

Международный аэропорт Эксетер (англ. Exeter International Airport) (ИАТА: EXT, ИКАО: EGTE) — аэропорт, расположенный рядом с городом Эксетер в графстве Девон, Англия.
Пассажирооборот аэропорта в 2007 составил 1 024 730 пассажиров, и это был первый год, когда услугами аэропорта воспользовались более 1 млн пассажиров использовал аэропорт . Пассажирооборот в этом году вырос на 4.3 % по сравнению с 2006 (982,804) . Аэропорт обслуживает регулярные и чартерные рейсы по Великобритании, в Европу и Канаду.
5 января 2007 контрольный пакет аэропорта была продан Советом Графства Девон Regional and City Airports Ltd; консорциуму, в который входит строительная компания и аэропорт Лондон-Сити.
Эксетер имеет публичную лицензию аэродрома (номер P759), которая разрешает пассажироперевозки и обучение полётам.

## История

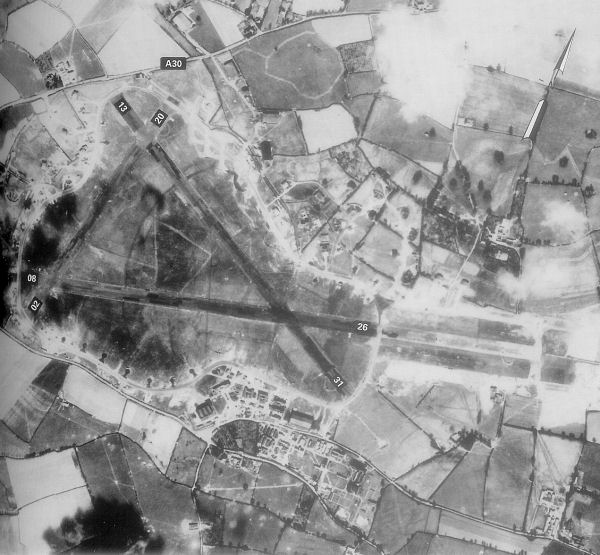
Аэродром Эксетер, 20 мая 1944

Лётное поле первоначально было травяным и использовалось аэроклубом. Строительные работы стоимостью около 20 000 фт.ст. завершились в 1937 и 30 июля 1938 аэропорт Эксетера открылся.

### Вторая мировая война
С началом Второй мировой войны площадь аэродрома была значительно увеличена, в 1941 были асфальтированы взлетно-посадочные полосы. Функционировали 3 взлётно-посадочные полосы: 13-31 длиной 1 322 м, 08-26 длиной 1 237 м и 02-20 длиной 821 м.
В 1942 полоса 08-26 была увеличена до 1 824 м. На раннем этапе на аэродроме было 19 малых стоянок для истребителей и 14 двойных. 9 бетонных стоянок было достроено с северной стороны аэродрома в начале 1944. В это время было построено много ангаров разных размеров.
Во время Второй мировой войны RAF Exeter была важной базой командования истребительной авиации Королевских ВВС, принимавших участие в Битве за Британию, за это время на аэродроме базировалось две дюжины различных истребительных эскадрилий королевских ВВС, практически все типы британских истребителей садились на аэродроме Эксетер.
RAF Exeter также использовался 9 Флотом ВВС США в День Д, здесь была база для Douglas C-47 Skytrain, которые произвели высадку парашютистов около Карантана во время Нормандской операции. Также аэродром являлся базой ВВС США 463.

### Битва за Британию
На RAF Exeter базировались следующие эскадрильи Группы No 10 во время Битвы за Британию:
- Эскадрилья No 213 с 18 июня 1940
- Эскадрилья No 87 с 5 июля 1940
- Эскадрилья No 601 с 7 сентября 1940

Несмотря на предпринятые меры по маскировке, включая камуфлирующую окраску взлётно-посадочных полос, Эксетер подвергался бомбардировкам люфтваффе в начале войны, при этом несколько административных и технических зданий были разрушены.

### ВВС США
Эксетер принимал самолёты ВВС США, предназначенные для высадки десанта, так как находился на достаточно близком расстоянии от зоны высадки.

#### 440-я авиационная группа

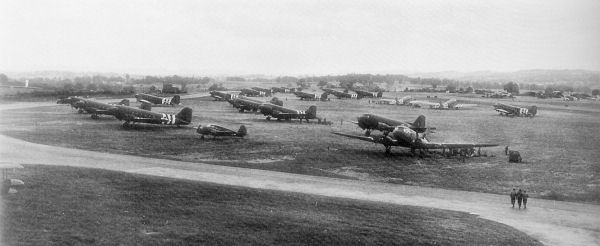
5 июня 1944: C-47 95-й и 98-й эскадрилий десантных войск на RAF Exeter с чёрно-белыми идентификационными полосами. В связи с недостатком места на бетонных стоянках самолёты стоят на траве.

440-я авиационная группа прибыла 15 апреля 1944 в составе 70 транспортировочных самолётов C-47/C-53 Skytrain. В связи с недостатком стоянок многие самолёты были поставлены на траве и на шоссе.
440-я группа входила в 50-е Крыло парашютных войск 9 Флота, 9-й штаб воздушно-десантных войск.
Группа произвела высадку парашютистов у Карентана рано утром 6 июня и на следующий день сбросила грузы с топливом и боеприпасами в том же самом районе. Зенитная артиллерия сбила три C-47 в день Д, и в дальнейшем было потеряно ещё три самолёта во время миссии пополнения запасов, один из них был случайно повреждён бомбами, случайно сброшенными P-47 Thunderbolt.
Вскоре после захвата удобных площадок для приземления в Нормандии, C-47 440-й группы были перебазированы во Францию, где обычно использовались для эвакуации раненых.
Как и другие группы 50-го Крыла Парашютных войск, 440-я отправила три эскадрильи (95-ю, 96-ю и 97-ю) в Италию 17-18 июля, где они базировались на аэродроме Омбронк, откуда осуществлялись поставки в Рим перед вторжением в Южную Францию (Операция Драгун) 18 августа. 98-я эскадрилья вернулась в Эксетер 23 августа 1944, другие эскадрильи вернулись на следующий день.
98-я эскадрилья оставалась в Эксетере до 7 августа, после чего перебазировалась на RAF Ramsbury. Через три дня он сбросила запасы американскому батальону пехоты, который был окружён в Марлайне после контрнаступления немецкой армии.
11 сентября штаб 440-й Группы был переведён на новую авиабазу в Реймсе, Франция (ALG A-62D), и последние военные оставили Эксетер два дня спустя. Тем не менее аэродром всё ещё использовался 9 флотом ВВС США для эвакуации раненых, и эскадрилья обеспечения авиабазы оставалась до ноября.

### Послевоенное время
На авиабазе стали базироваться Supermarine Walrus, задачей которых были поисковые операции на море а в начале 1945 началась подготовка планеристов.
После войны аэродром Эксетер использовался командованием истребительной авиации Королевских ВВС, а также здесь базировалась французская эскадрилья No. 329 Supermarine Spitfire, которая здесь находилась до 1945 года. Самолёты Gloster Meteor и de Havilland Mosquito недолго базировались в Эксетере весной 1946.
Эскадрилья No. 691 Vultee A-31 Vengeances была последним военным формированием, базировавшимся в Эксетере.
После того как эскадрилья No. 691 покинула аэродром летом 1946, аэродром можно было снова использовать в гражданских целях, и 1 января 1947 он был официально передан Министерству Гражданской Авиации, хотя некоторая активность военных продолжалась до 1950-х годов.
Регулярные рейсы на Нормандские острова начались в 1952, стали совершаться чартерные рейсы. Новое здание терминала было открыто в начале 1980-х, были сделаны и другие усовершенствования, в том числе увеличение взлётно-посадочной полосы, в результате чего Эксетер стал важным аэропортом юго-западной Англии.

## Аэропорт сегодня
Большая часть рейсов из аэропорта осуществляется лоу-кост авиакомпанией Flybe, у которой штаб-квартира находится в Эксетере. Авиакомпания также держит четыре ангара обслуживания в аэропорту, самые новые из которых были построены в 2005 и 2006, они оборудованы для техобслуживания Bombardier Q400, Embraer ERJ-195, Embraer ERJ-145 и BAe 146, составляющих основную часть флота авиакомпании.
Чартерные авиакомпании, осуществляющие рейсы выходного дня, также присутствуют в аэропорту, First Choice Airways открыла постоянную базу в Эксетере в 2007. Air Transat предлагает трансатлантические регулярные рейсы в Торонто один раз в неделю летом.
Дальнейшее расширение маршрутной сети аэропорта ограничено относительно маленьким размером перрона, на котором находится только 11 стоянок самолётов. Существует предложение увеличения перрона ещё на 7 стоянок.

## Авиакомпании

### Регулярные рейсы
- Air Transat
- Flybe
- Isles of Scilly Skybus

### Чартерные авиакомпании
- Air Malta
- BH Air
- Flybe
- Onur Air
- SunExpress

### Грузовые авиакомпании
- BAC Express Airlines
- Jet2.com
- Titan Airways

## Авиация общего назначения
В аэропорту базируются самолёты авиации общего назначения.

## Внешние ссылки
- Официальный сайт
- Airfield remains on worldwar2airfields.net (недоступная ссылка)